# Mohammedan SC Dhaka
El Mohammedan Sporting Club es un equipo de fútbol de Bangladés que milita en la Bangladesh League, la liga de fútbol más importante del país.

## Historia
Fue fundado en el año 1936 en la capital Daca y es uno de los equipos más exitosos del país. Se dice que nació en 1933 y otros que se estableció en 1938 por una reorganización del equipo Calcutta Mohammedan fundado en 1927 y ha sido campeón de liga 15 veces y 9 veces ha ganado la Copa Federación en 14 finales jugadas. Cuenta con equipos en críquet, voleibol, bádminton y hockey sobre hierba.
A nivel internacional ha participado en 12 torneos continentales, donde su mejor participación ha sido en la Recopa de la AFC 1991 y de 1993, donde avanzó hasta los cuartos de final.

## Palmarés
- Bangladesh League: 2

2002, 2006
- Liga de Dhaka: 19

1957, 1959, 1961, 1963, 1965, 1966, 1969, 1975, 1976, 1978, 1980, 1982, 1986, 1987, 1989, 1993, 1996, 1999, 2002
- Copa Federación de Bangladesh: 9

1980, 1981, 1983, 1987, 1989, 1995, 2002, 2008, 2009
- - Finalista: 4

1988, 1991, 2000, 2003

## Participación en competiciones de la AFC
- Copa de Clubes de Asia: 6 apariciones

| 1988 - Fase de grupos 1989 - Fase de grupos | 1990 - Ronda Clasificatoria 1991 - Fase de grupos | 1992 - Fase de grupos 1998 - Segunda ronda |

- Copa de la AFC: 2 apariciones

2004 - abandonó en la fase de grupos
2006 - Segunda ronda
- Recopa de la AFC: 4 apariciones

| 1991 - Cuartos de final 1993 - Cuartos de final | 1994 - Segunda ronda 1997 - Segunda ronda |